# Jaroslav Zjmoedenko
Jaroslav Vitaliovytsj Zjmoedenko (Oekraïens: Ярослав Віталійович Жмуденко) (Oeman, 24 september 1988) is een Oekraïens professioneel tafeltennisser. Hij speelt rechtshandig met de shakehandgreep.
Hij vertegenwoordigde zijn land op de Olympische Zomerspelen 2012 maar won geen medailles.